# KBC長浜横丁
『KBC長浜横丁』（ケービーシーながはまよこちょう）はKBCラジオで2015年度から2022年度のナイターオフに放送されていた放送枠。

## 概要
メインパーソナリティを店主に見立て、常連客に見立てた出演者とのトークを繰り広げるというもので、メインパーソナリティは日替わりで登場する。2015年9月28日からは「KBCホークスナイタースペシャル」が放送され、試合時間の都合で短縮版も放送できなかったため、放送開始は野球中継が初めから無い10月2日にずれこんだ。
2016年4月のナイターイン改編に伴い、『居酒屋 清子』以外の番組は一旦終了。同年3月28日から『居酒屋 清子』が月曜 18:30 - 21:25に移り、同年3月25日からKBCホークスナイターのクッション兼レインコート番組として『おでん屋台 はらちゃん』が火曜 - 金曜の野球中継が22:00より前に終了した場合は終了後 - 22:00、中継カードがない場合は17:55 - 22:00に放送されることになった。
2016年10月からのナイターオフ編成は月曜から金曜の放送となるが、2016年9月26日から前年に続いてKBCホークスナイタースペシャルを放送するため、放送開始が10月3日にずれ込むことになった。
2017年4月のナイターイン改編では、KBCホークスナイターのクッション兼レインコート番組がKBC長浜横丁とは別扱いの『ホークスじゃんじゃん』となるため、KBC長浜横丁枠は月曜日の『居酒屋 清子』のみの放送となる。
2018年4月のナイターイン改編でもKBCホークスナイターのクッション兼レインコート番組が『ホークスじゃんじゃん』となるため、KBC長浜横丁枠は月曜日の『居酒屋 清子』と土曜日の『TOGGYの土曜の夜にナンモナイト?』に代わって放送される『居抜き屋もう一頂!!』の放送となる。土曜日の放送は2015年ナイターオフシーズン以来となる。
2018年10月のナイターオフ改編では、2018年10月1日からKBCホークスナイターを放送する関係で、2018年10月9日からの放送にずれ込むことになった。一方で、土曜日は2018年10月末で終了させ、『夜もニコニコ!』に引き継がれた（同番組は2019年3月で終了）。
2019年4月のナイターイン改編では、前年同様に月曜と土曜の放送となる一方、平日にソフトバンク戦がデーゲームあるいは開催予定がない場合、『KBCホークスナイター』『ホークスじゃんじゃん』の放送枠において、KBC長浜横丁の特別版を放送するようになった。特別版は内容が日替わりとなっており、前年度の『居抜き屋もう一頂!!』に近い運用である。このため、ソフトバンク戦のナイターの予定がない場合、NRN全国向け中継のネットは行っていない。
2019年10月のナイターオフ改編では、土曜日の19時から21時までの放送枠に『Kis-My-Ft2のオールナイトニッポンPremium』がネットされることになり、引き続き、土曜日の『KBC長浜横丁』は放送されなかった。
2020年4月のナイターイン改編では、月曜のみの放送に縮小することになる一方、『KBCホークスナイター』の放送が新型コロナウイルスの感染拡大の影響でプロ野球の開幕が6月19日まで大幅に延期したことから、開幕前日の6月18日までは暫定的に『夕方じゃんじゃん』をナイターオフ期同様に19:00まで拡大放送をした後に、KBC長浜横丁特別版を放送した。ただし、4月17日までは前年のナイターシーズン同様日替わりで番組を進行していたが、21日からは『LBレコード』として放送された。この臨時に放送された『LBレコード』は、放送回によって、ツイッター上で「福岡のトレンド」の中で上位入りを果たして、大反響を起こした。プロ野球開幕後は、火曜から金曜まで移動日を設けない日程が組まれているため、10月いっぱいまでは雨傘番組としての放送は大幅に減少した。
2020年11月3日から2021年3月25日までのナイターオフ編成では、月曜日の『居酒屋 清子』はそのままに、火曜日から金曜日は大反響を起こした『LBレコード』をレギュラー化して放送された。その『LBレコード』は2021年4月3日からコンバット満と田中菜津美をパーソナリティに、毎週土曜日の23:30-0:00に枠を移したうえで、冠スポンサーにベストアメニティを迎えて『ベストアメニティpresentsコンバット満のLBレコード』として送っているが、並行してソフトバンク戦の開催予定がない日にも『LBレコード』が放送されている。特に7月15日はフレッシュオールスターゲーム開催日にもかかわらず、『LBレコード』を優先した。2020年東京オリンピックに伴うプロ野球中断期間にも『LBレコード』が放送されるが、KBCではその東京オリンピックの体操の決勝中継を行うため、7月26日は『居酒屋 清子』を休止し、27日から29日の『LBレコード』については放送時間の短縮を講じる。
2021年10月20日から2022年3月24日までのナイターオフ編成でも月曜日の『居酒屋 清子』と『LBレコード』を続投させる一方、『夕方じゃんじゃん』終了に伴い火曜日から金曜日に放送される『LBレコード』については放送時間を65分繰り上げ17時55分からのスタートとし、18時台後半に『ココロのオンガク 〜music for you〜』(文化放送制作)を内包する形で番組史上初めて2部構成で放送することとなった。
こうして、2015年のナイターオフから放送されてきたKBC長浜横丁というレーベルだが、2023年3月30日をもって、レーベルとしての役割を終えた。2023年4月以降『LBレコード』に関しては、『KBC長浜横丁』というレーベル名を外して、放送される。

## 放送時間
2015年ナイターオフ
- 月曜 19:00 - 21:25
- 火曜 - 土曜 19:00 - 22:00

「KBCホークスナイタースペシャル」としてプロ野球ナイター中継を行う場合、平日 21:30までに、土曜 22:00までに終了した場合に限り、当該時間まで本番組を短縮版として放送する。2016年3月25日は「おでん屋台 はらちゃん」の初回であったが、16:00開始の楽天対ソフトバンク戦を放送後、19:30から21:30まで放送した。
2016年ナイターイン
- 月曜 18:30 - 21:25
- 火曜 - 金曜 21:00 - 22:00（「KBCホークスナイター」延長時には短縮・休止の場合あり）
  - ナイターカードが予定なしまたは全試合中止の場合は17:55 - 22:00。ただし編成上は21:00までは「KBCホークスナイター」スタジオバージョン扱いの「おでん屋台 はらちゃんスペシャル」とされ、21:00以降の通常枠とは区別されている。また、試合が早く終わった場合も繰上げで開始されるが、こちらも21:00までは「KBCホークスナイター」枠内扱いの「臨時営業」とされ、21:00以降の通常枠とは編成上区別される。また、7月21日は通常枠の時間帯に博多祇園山笠前夜祭を放送するため、「KBCホークスナイター」枠の「おでん屋台 はらちゃんスペシャル」のみ放送された。

2016年ナイターオフ
- 月曜 19:00 - 21:25
- 火曜 - 金曜 19:00 - 22:00

2017年ナイターイン
- 月曜 18:30 - 22:00

2017年ナイターオフ
- 月曜-金曜 19:00-22:00

2018年ナイターイン
- 月曜 19:00 - 22:00
- 土曜 19:00 - 22:45（「KBCホークスナイター」延長時には短縮・休止の場合あり）

2018年ナイターオフ
- 月曜-金曜 19:00-21:55（21:50頃から21:55頃までKBCニュースを挿入する）[12]
- 土曜 19:00-22:45（2018年10月末まで）[12]

2019年ナイターイン
- 月曜 19:00 - 21:55
- 土曜 19:00 - 22:00
- ソフトバンク戦ナイターが開催されない火曜 - 金曜 17:55 - 22:00

2019年ナイターオフ
- 月曜 19:00 - 21:45
- 火曜-金曜 19:00-22:00

2020年ナイターイン
- 月曜 19:00 - 21:45
- ソフトバンク戦ナイターが開催されない火曜 - 金曜 17:55 - 22:00

2020年ナイターオフ
- 月曜 19:00 - 21:55
- 火曜-金曜 19:00 - 21:55

2021年ナイターイン
- 月曜 19:00 - 21:55
- ソフトバンク戦ナイターが開催されない火曜 - 金曜 17:55 - 21:55

2021年ナイターオフ
- 月曜 19:00 - 21:55
- 火曜-金曜 17:55 - 21:55（18:45 - 19:00までは『ココロのオンガク 〜music for you〜』(文化放送制作)で中断）

2022年ナイターイン
- 月曜 19:00 - 21:55
- ソフトバンク戦ナイターが開催されない火曜 - 金曜 17:55 - 21:55

2022年ナイターオフ
- 月曜 19:00 - 21:55
- 火曜-金曜 17:55 - 21:55（18:45 - 19:00までは『ココロのオンガク 〜music for you〜』(文化放送制作)で中断）

## 放送時間の変遷
いずれも21:50頃にKBCニュースを挿入する。
| 期間              | ナイターイン            | ナイターイン                         | ナイターイン            | ナイターオフ            | ナイターオフ            | ナイターオフ            |
| 期間              | 月曜日                  | 火 - 金                              | 土曜日                  | 月曜日                  | 火 - 金                 | 土曜日                  |
| ----------------- | ----------------------- | ------------------------------------ | ----------------------- | ----------------------- | ----------------------- | ----------------------- |
| 2015.04 - 2016.03 | （放送なし）            | （放送なし）                         | （放送なし）            | 19:00 - 21:25 （145分） | 19:00 - 22:00 （180分） | 19:00 - 22:00 （180分） |
| 2016.04 - 2017.03 | 18:30 - 21:25 （175分） | 21:00 - 22:00 （60分）               | （放送なし）            | 19:00 - 21:25 （145分） | 19:00 - 22:00 （180分） | （放送なし）            |
| 2017.04 - 2018.03 | 18:30 - 22:00 （210分） | （放送なし）                         | （放送なし）            | 19:00 - 22:00 （180分） | 19:00 - 22:00 （180分） | （放送なし）            |
| 2018.04 - 2018.10 | 19:00 - 22:00 （180分） | （放送なし）                         | 19:00 - 22:45 （225分） | 19:00 - 21:55 （175分） | 19:00 - 21:55 （175分） | 19:00 - 22:45 （225分） |
| 2018.11 - 2019.03 | （放送なし）            | （放送なし）                         | （放送なし）            | 19:00 - 21:55 （175分） | 19:00 - 21:55 （175分） | （放送なし）            |
| 2019.04 - 2020.03 | 19:00 - 22:00 （180分） | ナイターオフ 17:55 - 22:00 （245分） | 19:00 - 22:00 （180分） | 19:00 - 21:45 （165分） | 19:00 - 22:00 （180分） | （放送なし）            |
| 2020.04 - 2020.06 | 19:00 - 21:45 （165分） | ナイターオフ 19:00 - 22:00 （180分） | （放送なし）            | （放送なし）            | （放送なし）            | （放送なし）            |
| 2020.07 - 2021.03 | 19:00 - 21:45 （165分） | （放送なし）                         | （放送なし）            | 19:00 - 22:00 （180分） | 19:00 - 22:00 （180分） | （放送なし）            |
| 2021.04 - 2022.03 | 19:00 - 21:55 （175分） | ナイターオフ 17:55 - 21:55 （240分） | （放送なし）            | 19:00 - 21:55 （175分） | 17:55 - 21:55 （225分） | （放送なし）            |
| 2022.04 - 2023.03 | 19:00 - 21:55 （175分） | ナイターオフ 17:55 - 21:55 （240分） | （放送なし）            | 19:00 - 21:55 （175分） | 17:55 - 21:55 （225分） | （放送なし）            |

## 番組タイトル
2015年ナイターオフ
- 月曜・火曜：居酒屋 清子（2014年10月から続いている既存番組）
- 水曜：小料理かよちゃん（2015年10月7日 - 2016年3月23日）
- 木曜：スナックまりこ（2015年10月8日 - 2016年3月24日）
- 金曜：bistro KATO（2015年10月2日 - 2016年3月18日）
- 土曜：ショーパブ優子（2015年10月3日 - 2016年3月26日）

2016年ナイターイン
- 月曜：居酒屋 清子（2015年ナイターオフから継続）
- 火曜 - 金曜：おでん屋台 はらちゃん（2016年3月25日 - ）

2016年ナイターオフ
- 月曜・火曜：居酒屋 清子（2016年ナイターインから継続）
- 水曜：amoreパル愛子（らぶこ）
- 木曜：缶詰酒場 長岡
- 金曜：スナック まりこ

2017年ナイターイン
- 月曜：居酒屋 清子（2016年ナイターオフから継続）

2017年ナイターオフ
- 月曜：居酒屋 清子（2016年ナイターインから継続）
- 火曜：ナイトクラブ としま
- 水曜：タコ焼き 岩部
- 木曜：缶詰酒場 長岡（2016年ナイターオフから継続）
- 金曜：OTAカフェ おっきー

2018年ナイターイン
- 月曜：居酒屋 清子（2017年ナイターオフから継続）
- 土曜：居抜き屋もう一頂!!

2018年ナイターオフ
- 月曜：居酒屋 清子（2018年ナイターインから継続）
- 火曜：ナイトクラブ としま（2017年ナイターオフから継続）
- 水曜：タコ焼き 岩部（2017年ナイターオフから継続）
- 木曜：餃子のオカダ
- 金曜：手羽先なるみ

2019年ナイターイン
- 月曜：居酒屋 清子（2018年ナイターオフから継続）
- 土曜：タコ焼き 岩部（2018年ナイターオフから放送曜日変更）
  - このほか、「KBCホークスナイター」枠の特別編にて「ナイトクラブ としま」「手羽先なるみ」「イカ焼きカンナ」「たまご料理川ちゃん」「唄酒場ちせみく」「チキンの冨Ｑ」「どんぶりめし わだ丼」などを編成。

2019年ナイターオフ
- 月曜：居酒屋 清子（2019年ナイターインから継続）
- 火曜：ナイトクラブ としま（2018年ナイターオフから継続。2019年ナイターインも「KBCホークスナイター」枠の特別編で放送あり）
- 水曜：タコ焼き 岩部（2019年ナイターインから放送曜日変更） なお、2019年12月より名称が タコ焼き いわぶに変更
- 木曜：手羽先なるみ（2018年ナイターオフから継続。2019年ナイターインも「KBCホークスナイター」枠の特別編で放送あり）
- 金曜：イカ焼きカンナ（2019年ナイターインの「KBCホークスナイター」枠の特別編からレギュラー化）

2020年ナイターイン
- 月曜：居酒屋 清子（2019年ナイターオフから継続）
  - このほか「KBCホークスナイター」枠の特別編にて2019年ナイターイン期から継続している番組に加え新たに「焼き鳥さやか」「ぼやきクラブ波田めいわ区」「LBレコード」などを編成

2020年ナイターオフ
- 月曜：居酒屋 清子（2020年ナイターインから継続）
- 火～金：LBレコード（2020年プロ野球開幕前までと2021年ナイターインも「KBCホークスナイター」枠の特別編で放送あり）

2021年ナイターイン
- 月曜：居酒屋 清子（2020年ナイターオフから継続）

2021年ナイターオフ
- 月曜：居酒屋 清子（2021年ナイターインから継続）
- 火～金：LBレコード（2020年ナイターオフから継続。2022年ナイターインも「KBCホークスナイター」枠の特別編で放送あり）

2022年ナイターイン
- 月曜：居酒屋 清子（2021年ナイターオフから継続）

2022年ナイターオフ
- 月曜：居酒屋 清子（2022年ナイターインから継続）
- 火～金：LBレコード（2021年ナイターオフから継続）

### お店のジャンルの変遷
| 期間    | 期間    | 月曜日担当 | 火曜日担当   | 水曜日担当   | 木曜日担当   | 金曜日担当   | 土曜日担当   |
| ------- | ------- | ---------- | ------------ | ------------ | ------------ | ------------ | ------------ |
| 2015.10 | 2016.03 | 居酒屋     | 居酒屋       | 小料理       | スナック     | bistro       | ショーパブ   |
| 2016.04 | 2016.09 | 居酒屋     | おでん屋台   | おでん屋台   | おでん屋台   | おでん屋台   | （放送なし） |
| 2016.10 | 2017.03 | 居酒屋     | 居酒屋       | パル         | 缶詰酒場     | スナック     | （放送なし） |
| 2017.04 | 2017.09 | 居酒屋     | （放送なし） | （放送なし） | （放送なし） | （放送なし） | （放送なし） |
| 2017.10 | 2018.03 | 居酒屋     | ナイトクラブ | タコ焼き     | 缶詰酒場     | OTAカフェ    | （放送なし） |
| 2018.04 | 2018.09 | 居酒屋     | （放送なし） | （放送なし） | （放送なし） | （放送なし） | （週替わり） |
| 2018.10 | 2018.10 | 居酒屋     | ナイトクラブ | タコ焼き     | 餃子         | 手羽先       | （週替わり） |
| 2018.11 | 2019.03 | 居酒屋     | ナイトクラブ | タコ焼き     | 餃子         | 手羽先       | （放送なし） |
| 2019.04 | 2019.09 | 居酒屋     | （日替わり） | （日替わり） | （日替わり） | （日替わり） | タコ焼き     |
| 2019.10 | 2020.03 | 居酒屋     | ナイトクラブ | タコ焼き     | 手羽先       | イカ焼き     | （放送なし） |
| 2020.04 | 2020.06 | 居酒屋     | （日替わり） | （日替わり） | （日替わり） | （日替わり） | （放送なし） |
| 2020.07 | 2020.10 | 居酒屋     | （放送なし） | （放送なし） | （放送なし） | （放送なし） | （放送なし） |
| 2020.11 | 2021.03 | 居酒屋     | レコード     | レコード     | レコード     | レコード     | （放送なし） |
| 2021.04 | 2021.10 | 居酒屋     | （放送なし） | （放送なし） | （放送なし） | （放送なし） | （放送なし） |
| 2021.11 | 2022.03 | 居酒屋     | レコード     | レコード     | レコード     | レコード     | （放送なし） |
| 2022.04 | 2022.09 | 居酒屋     | （放送なし） | （放送なし） | （放送なし） | （放送なし） | （放送なし） |
| 2022.10 | 2023.03 | 居酒屋     | レコード     | レコード     | レコード     | レコード     | （放送なし） |

## パーソナリティ・出演者

### 2022年～23年ナイターオフ
居酒屋 清子
- パーソナリティ:清子
- 出演者:杉山39

 LBレコード 
- パーソナリティ：火曜 - 水曜 ブルーリバー、木曜 - 金曜 コンバット満、木曜 田中菜津美、金曜 まこパーティー

### 2022年ナイターイン
居酒屋 清子
- パーソナリティ:清子
- 出演者:杉山39

#### 「KBCホークスナイター」枠の特別編
LBレコード 
- パーソナリティ：火曜 - 水曜 ブルーリバー、木曜 - 金曜 コンバット満、木曜 田中菜津美、金曜 まこパーティー

### 2020年～21年ナイターオフ
居酒屋 清子
- パーソナリティ:清子
- 出演者:杉山39

 LBレコード 
- パーソナリティ：火曜 - 水曜 ブルーリバー、木曜 - 金曜 コンバット満、木曜 田中菜津美、金曜 深瀬智聖

### 2021年ナイターイン
居酒屋 清子
- パーソナリティ:清子
- 出演者:杉山39

#### 「KBCホークスナイター」枠の特別編
LBレコード 
- パーソナリティ：火曜 - 水曜 ブルーリバー、木曜 - 金曜 コンバット満、木曜 田中菜津美、金曜 深瀬智聖

### 2020年～21年ナイターオフ
居酒屋 清子
- パーソナリティ:清子
- 出演者:杉山39

 LBレコード 
- パーソナリティ：火曜 - 水曜 ブルーリバー、木曜 - 金曜 コンバット満、木曜 田中菜津美、金曜 深瀬智聖

### 2020年ナイターイン
居酒屋 清子
- パーソナリティ:清子
- 出演者:杉山39

#### 「KBCホークスナイター」枠の特別編
ナイトクラブ としま （3月31日・4月14日）
- パーソナリティ：コガ☆アキ
- 出演者：奥田智子（KBCアナウンサー）、波田陽区

 どんぶりめし わだ丼 （4月1日・4月16日）
- パーソナリティ：和田侑也（KBCアナウンサー）
- 出演者：4月1日 ブルーリバー・4月16日 深瀬智聖

 手羽先なるみ （4月2日・9日）
- パーソナリティ：清子
- 出演者：マサヨシ、トミーQ

 タコ焼き いわぶ （4月3日）
- パーソナリティ：いわぶ見梨
- 出演者：ハニー、沖繁義（KBCアナウンサー）

 ばやきクラブ 波田めいわ区 （4月7日）
- パーソナリティ：波田陽区
- 出演者：尾澤功・和田侑也（KBCアナウンサー）

 たまご料理川ちゃん （4月8日・4月15日）
- パーソナリティ：ブルーリバー
- 出演者：4月8日 ハニー・4月15日 居内陽平（KBCアナウンサー）

 焼き鳥さやか （4月10日）
- パーソナリティ：服部さやか
- 出演者：中島つぐまさ、三澤澄也（KBCアナウンサー）

 イカ焼きカンナ （4月17日）
- パーソナリティ：坂口カンナ
- 出演者：中島つぐまさ、波田陽区

 LBレコード プロ野球開幕前まで（4月21日 - 6月18日 6月17日除く）
プロ野球開幕後(8月14日)
- パーソナリティ：火曜 - 水曜 ブルーリバー[16]・木曜 - 金曜 コンバット満、深瀬智聖・岡本啓(8月14日のみ)

### 2019年ナイターオフ
居酒屋 清子
- パーソナリティ:清子
- 出演者:杉山39

ナイトクラブ としま
- パーソナリティ：ルーシー、コガ☆アキ
- 出演者：波田陽区

タコ焼き 岩部
- パーソナリティ：岩部見梨
- 出演者：ブルーリバー

手羽先なるみ
- パーソナリティ：百市なるみ
- 出演者：マサヨシ、トミーQ

イカ焼きカンナ
- パーソナリティ：坂口カンナ
- 出演者：波田陽区、中島つぐまさ

### 2019年ナイターイン
居酒屋 清子
- パーソナリティ:清子
- 出演者:杉山39

タコ焼き 岩部
- パーソナリティ：岩部見梨
- 出演者：ブルーリバー

#### 「KBCホークスナイター」枠の特別編
ナイトクラブ としま（4月23日・4月30日・5月7日・6月25日・8月20日・9月10日・9月17日）
- パーソナリティ：ルーシー、コガ☆アキ
- 出演者：波田陽区

チキンの冨Q（4月26日）
- パーソナリティ：トミーQ
- 出演者：坂口カンナ、マサヨシ

唄酒場ちせみく（5月2日・5月23日）
- パーソナリティ：深瀬智聖、一ノ瀬みく
- 出演者：日替わり

手羽先なるみ（5月3日・5月17日・8月9日・8月16日・9月13日・9月27日）
- パーソナリティ：百市なるみ
- 出演者：マサヨシ、トミーQ

たまご料理川ちゃん（5月8日・6月26日・9月25日）
- パーソナリティ：ブルーリバー
- 出演者：ハニー

どんぶりめし わだ丼（6月27日）
- パーソナリティ：和田侑也（KBCアナウンサー）
- 出演者：小柳有紀、きょんちゃん

イカ焼きカンナ（7月18日・8月29日・9月26日）
- パーソナリティ：坂口カンナ
- 出演者：波田陽区、中島つぐまさ

### 2018年ナイターオフ
居酒屋 清子
- パーソナリティ:清子
- 出演者:杉山39

ナイトクラブ としま
- パーソナリティ：ルーシー、コガ☆アキ
- 出演者：波田陽区

タコ焼き 岩部
- パーソナリティ：岩部見梨
- 出演者：ブルーリバー

餃子のオカダ
- パーソナリティ:岡田理沙（KBCアナウンサー）
- 出演者：波田陽区、中島つぐまさ

手羽先なるみ
- パーソナリティ：百市なるみ
- 出演者：マサヨシ、トミーQ

居抜き屋もう一頂!!（2018年10月末まで）
- パーソナリティ・出演者：週替わり

### 2018年ナイターイン
居酒屋 清子
- パーソナリティ：清子
- 出演者：杉山39

居抜き屋もう一頂!!
- パーソナリティ・出演者：週替わり

### 2017年ナイターオフ
居酒屋 清子
- パーソナリティ:清子
- 出演者:杉山39

ナイトクラブ としま
- パーソナリティ：ルーシー、コガ☆アキ
- 出演者：波田陽区

タコ焼き 岩部
- パーソナリティ：岩部見梨
- 出演者：ブルーリバー

缶詰酒場 長岡
- パーソナリティ：長岡大雅（KBCアナウンサー）
- 出演者：倉富顕子

OTAカフェ おっきー
- パーソナリティ：沖繁義（KBCアナウンサー）
- 出演者：涼本理央那

### 2016年ナイターオフ
居酒屋 清子
- パーソナリティ:清子
- 出演者:杉山39（月曜）、コンバット満（火曜、2016年ナイターオフから加入）

amoreパル愛子（らぶこ）
- パーソナリティ：原田らぶ子
- 出演者：増田優香子（KBCアナウンサー）、坂井汐梨

缶詰酒場 長岡
- パーソナリティ：長岡大雅（KBCアナウンサー）
- 出演者：倉富顕子

スナック まりこ
- パーソナリティ：眞璃子
- 出演者：ボビー

### 2016年ナイターイン
居酒屋 清子
- パーソナリティ:清子
- 出演者:杉山39

おでん屋台 はらちゃん
- パーソナリティ:原夕貴（体調を崩し2016年7月8日出演を以て長期休演し事実上降板）
  - 原夕貴休演以降の代理パーソナリティ
    - 岩部見梨（7月26日、8月9日・16日・23日、9月6日・13日・20日。主に火曜日担当）
    - 上田恵子（7月15日・20日・27日、8月10日・18日・24日、9月7日・15日・21日。主に水曜日担当だが、月1回程度は米谷と入れ替えて木曜日に担当）
    - 米谷奈津子（7月14日・21日・28日、8月11日・17日・25日、9月8日・14日・22日。主に木曜日担当だが、月1回程度は上田と入れ替えて水曜日に担当）
    - 荒牧佳奈子（7月22日・29日、8月5日・12日・19日・26日、9月2日・9日・16日・23日。主に金曜日担当）
    - 長岡大雅（7月12日・13日）
    - 眞璃子（7月19日）
    - 田上和延（8月2日）
    - 三澤澄也（8月3日・30日、9月1日）
    - 近藤鉄太郎（8月4日・31日）

  - 原は「看板娘」、男性出演者と荒牧は「アルバイト」、米谷と上田は「看板娘の姉」、岩部は「看板娘の妹」、眞璃子は後述の「スナックまりこ」のママという設定。
- パーソナリティは「KBCホークスナイター」でもスタジオ担当として出演。通常はパーソナリティのみで進行するが、回によってはKBCのスポーツ担当アナウンサーや解説者が出演することがある。中継カードが文化放送制作の「西武対ソフトバンク」の場合、同局側の番組構成に合わせてスタジオパートが長くなることから、原の休演以降はスポーツ担当アナウンサーがパーソナリティを務め前年「ホークスチャンネル」に近い形態をとるようになった。

### 2015年ナイターオフ
居酒屋 清子
- パーソナリティ:清子
- 出演者:杉山39

小料理かよちゃん
- パーソナリティ:山本華世
- 出演者:ヒロ・石井裕二

スナックまりこ
- パーソナリティ:眞璃子
- 出演者:パラシュート部隊

bistro KATO
- パーソナリティ:マダム カトー
- 出演者:ミカエラ・ブレスウェート、岡本先生

ショーパブ優子
- パーソナリティ:山田優子
- 出演者:メタルラック・スリーナイン

### 出演者の変遷
メインパーソナリティ(店主)変遷
| 期間              | ナイターイン | ナイターイン | ナイターイン | ナイターオフ | ナイターオフ       | ナイターオフ | ナイターオフ            | ナイターオフ                | ナイターオフ |            |            |
| 期間              | 月曜日担当   | 火～金担当   | 土曜日担当   | 月曜日担当   | 火曜日担当         | 水曜日担当   | 木曜日担当              | 金曜日担当                  | 土曜日担当   |            |            |
| ----------------- | ------------ | ------------ | ------------ | ------------ | ------------------ | ------------ | ----------------------- | --------------------------- | ------------ | ---------- | ---------- |
| 2015.04 - 2016.03 | (放送なし)   | (放送なし)   | (放送なし)   | 清子         | 清子               | 山本華世     | 眞璃子                  | 加藤恭子                    | 山田優子     |            |            |
| 2016.04 - 2016.06 | 清子         | 原田夕子     | (放送なし)   | (放送なし)   | (放送なし)         | (放送なし)   | (放送なし)              | (放送なし)                  | (放送なし)   |            |            |
| 2016.07 - 2016.09 | 清子         | 週替わり     | (放送なし)   | (放送なし)   | (放送なし)         | (放送なし)   | (放送なし)              | (放送なし)                  | (放送なし)   |            |            |
| 2016.10 - 2017.03 | 清子         | (放送なし)   | (放送なし)   | 清子         | 清子               | 原田らぶ子   | 長岡大雅                | 眞璃子                      | (放送なし)   | (放送なし) | (放送なし) |
| 2017.04 - 2018.03 | 清子         | (放送なし)   | (放送なし)   | 清子         | ルーシー コガ☆アキ | 岩部見梨     | 長岡大雅                | 沖繁義                      | 週替わり     |            |            |
| 2018.04 - 2018.10 | 清子         | (放送なし)   | 週替わり     | 清子         | ルーシー コガ☆アキ | 岩部見梨     | 岡田理沙                | 百市なるみ                  | 週替わり     |            |            |
| 2018.11 - 2019.03 | (放送なし)   | (放送なし)   | (放送なし)   | 清子         | ルーシー コガ☆アキ | 岩部見梨     | 岡田理沙                | 百市なるみ                  | (放送なし)   |            |            |
| 2019.04 - 2020.03 | 清子         | 日替わり     | 岩部見梨     | 清子         | ルーシー コガ☆アキ | 岩部見梨     | 坂口カンナ              | 百市なるみ                  | (放送なし)   |            |            |
| 2020.04 - 2020.06 | 清子         | 日替わり     | (放送なし)   | (放送なし)   | (放送なし)         | (放送なし)   | (放送なし)              | (放送なし)                  | (放送なし)   |            |            |
| 2020.07 - 2020.10 | 清子         | (放送なし)   | (放送なし)   | (放送なし)   | (放送なし)         | (放送なし)   | (放送なし)              | (放送なし)                  | (放送なし)   |            |            |
| 2020.11 - 2021.03 | 清子         | (放送なし)   | (放送なし)   | 清子         | ブルーリバー       | ブルーリバー | コンバット満 田中菜津美 | コンバット満 深瀬智聖       | (放送なし)   |            |            |
| 2021.04 - 2021.10 | 清子         | 日替わり     | (放送なし)   | (放送なし)   | (放送なし)         | (放送なし)   | (放送なし)              | (放送なし)                  | (放送なし)   |            |            |
| 2021.11 - 2022.03 | (放送なし)   | (放送なし)   | (放送なし)   | 清子         | ブルーリバー       | ブルーリバー | コンバット満 田中菜津美 | コンバット満 深瀬智聖       | (放送なし)   |            |            |
| 2022.04 - 2022.09 | 清子         | 日替わり     | (放送なし)   | (放送なし)   | (放送なし)         | (放送なし)   | (放送なし)              | (放送なし)                  | (放送なし)   |            |            |
| 2022.10 - 2023.03 | (放送なし)   | (放送なし)   | (放送なし)   | 清子         | ブルーリバー       | ブルーリバー | コンバット満 田中菜津美 | コンバット満 まこパーティー | (放送なし)   |            |            |

常連客(パートナー)変遷
| 期間              | ナイターイン | ナイターイン | ナイターイン | ナイターオフ | ナイターオフ | ナイターオフ        | ナイターオフ          | ナイターオフ                       | ナイターオフ              |            |
| 期間              | 月曜日担当   | 火～金担当   | 土曜日担当   | 月曜日担当   | 火曜日担当   | 水曜日担当          | 木曜日担当            | 金曜日担当                         | 土曜日担当                |            |
| ----------------- | ------------ | ------------ | ------------ | ------------ | ------------ | ------------------- | --------------------- | ---------------------------------- | ------------------------- | ---------- |
| 2015.04 - 2016.03 | (放送なし)   | (放送なし)   | (放送なし)   | 杉山39       | 杉山39       | ヒロ 石井裕二       | パラシュート 部隊     | ミカエラ・ ブレスウェート 岡本先生 | メタルラック スリーナイン |            |
| 2016.04 - 2016.09 | 杉山39       | 不在         | (放送なし)   | (放送なし)   | (放送なし)   | (放送なし)          | (放送なし)            | (放送なし)                         | (放送なし)                | (放送なし) |
| 2016.10 - 2017.03 | 杉山39       | (放送なし)   | (放送なし)   | 杉山39       | コンバット満 | 増田優香子 坂井汐梨 | 倉富顕子              | ボビー                             | (放送なし)                |            |
| 2017.04 - 2018.03 | 杉山39       | (放送なし)   | (放送なし)   | 杉山39       | 波田陽区     | ブルーリバー        | 倉富顕子              | 涼本理央那                         | 週替わり                  |            |
| 2018.04 - 2018.10 | 杉山39       | (放送なし)   | 週替わり     | 杉山39       | 波田陽区     | ブルーリバー        | 波田陽区 中島つぐまさ | マサヨシ トミーQ                   | 週替わり                  |            |
| 2018.11 - 2019.03 | (放送なし)   | (放送なし)   | (放送なし)   | 杉山39       | 波田陽区     | ブルーリバー        | 波田陽区 中島つぐまさ | マサヨシ トミーQ                   | (放送なし)                |            |
| 2019.04 - 2020.03 | 杉山39       | 日替わり     | ブルーリバー | 杉山39       | 波田陽区     | ブルーリバー        | マサヨシ トミーQ      | 波田陽区 中島つぐまさ              | (放送なし)                |            |
| 2020.04 - 2020.06 | 杉山39       | 日替わり     | (放送なし)   | (放送なし)   | (放送なし)   | (放送なし)          | (放送なし)            | (放送なし)                         | (放送なし)                |            |
| 2020.07 - 2020.10 | 杉山39       | (放送なし)   | (放送なし)   | (放送なし)   | (放送なし)   | (放送なし)          | (放送なし)            | (放送なし)                         | (放送なし)                |            |
| 2020.11 - 2021.03 | (放送なし)   | (放送なし)   | (放送なし)   | 杉山39       | 不在         | 不在                | 不在                  | 不在                               | (放送なし)                |            |
| 2021.04 - 2021.10 | 杉山39       | 日替わり     | (放送なし)   | (放送なし)   | (放送なし)   | (放送なし)          | (放送なし)            | (放送なし)                         | (放送なし)                |            |
| 2021.11 - 2022.03 | (放送なし)   | (放送なし)   | (放送なし)   | 杉山39       | 不在         | 不在                | 不在                  | 不在                               | (放送なし)                |            |
| 2022.04 - 2022.09 | 杉山39       | 日替わり     | (放送なし)   | (放送なし)   | (放送なし)   | (放送なし)          | (放送なし)            | (放送なし)                         | (放送なし)                |            |
| 2022.10 - 2023.03 | (放送なし)   | (放送なし)   | (放送なし)   | 杉山39       | 不在         | 不在                | 不在                  | 不在                               | (放送なし)                |            |